# Thyene vittata
Thyene vittata là một loài nhện trong họ Salticidae.
Loài này thuộc chi Thyene. Thyene vittata được Eugène Simon miêu tả năm 1902.